# 今堀りつ
今堀 りつ（いまほり りつ、1949年8月18日 - ）は、宮崎県都城市出身の日本の女子プロゴルファーである。所属は読売ゴルフ。1982年から1995年まで482試合連続出場という記録を打ち立て、「鉄の女」と呼ばれる。ティーチングプロフェッショナル資格A級取得者。

## 経歴
中学・高校時代はバレーボールに打ち込んだ。この時の厳しい鍛錬がゴルフにおいても体力・精神面での糧になったという。
宮崎県立都城西高等学校卒業後、単身兵庫県のよみうりカントリークラブにキャディーとして就職、これがゴルフの世界に入るきっかけとなった。21歳の時に自身もゴルフを始め、寺本金一に弟子入りをした。
1973年に日本女子プロゴルフ協会（LPGA）のプロテストに合格。
1974年の「日本女子プロゴルフ選手権大会」がツアー初参戦となり、単独4位の成績を残した。
初優勝は1978年のトヨトミレディス（貞宝カントリークラブ）。
今堀の特筆すべき記録として、1982年の開幕戦「沖縄牧自レディース」から1995年の「三越カップレディス」にかけて達成したLPGAツアー482試合連続出場という記録が挙げられる。その間4勝をあげ、1985年には賞金ランキング6位という自己最高位を達成、「鉄の女」の異名で呼ばれるようになった。この連続出場記録を超える記録は達成されていない。達成した1995年はLPGA敢闘賞と日本プロスポーツ功労賞を受賞した。その他にLPGAツアーでホールインワン6回という記録も持っている。
2004年にレジェンズツアー（シニアツアー）第1回「盲導犬チャリティLPGAエバーグリーンゴルフカップ」で優勝。シニアツアーへの挑戦を続けている。
2014年11月、愛弟子の前田陽子がLPGAツアー「伊藤園レディスゴルフトーナメント」で初優勝を飾った。首位と1打差で2日目を終えた後、今堀から「明日はなんぼ叩いてもいいから、ショットもパットも自分が"こうする"と決めて打ちなさい」と言われて気持ちが楽になったという。

## 優勝記録

### 日本女子
- 1978年
  - 9月15-17日 トヨトミレディス
- 1983年
  - 3月12-13日 沖縄牧自レディースゴルフ
- 1984年
  - 5月18-20日 ヤクルトミルミルレディーストーナメント
- 1985年
  - 10月4-6日 東海クラシック
- 1988年
  - 4月15-17日 徳島月の宮レディスクラシックオープン

### シニア
- 2004年
  - 10月12日 [レジェンズ] 第1回盲導犬チャリティLPGAエバーグリーンゴルフカップ